# Hoko pruhoocasý
Hoko pruhoocasý (Mitu tomentosum) je hrabavý pták z čeledi hokovitých, který se vyskytuje v severní Amazonii (Brazílie, Guyana, Kolumbie, Venezuela). 

## Systematika
Druh poprvé popsal Johann Baptist von Spix v roce 1825. Jedná se o monotypický taxon. Hoko pruhoocasý byl původně považován konspecifický k hokovi mituovi (Mitu mitu). Genetická studie z roku 2004 však takové spojení nepotvrdila a za nejbližší taxon považuje hoka bolivijského (Pauxi unicornis). Je nicméně možné, že takové spojení vyplynulo na základě dávného křížení mezi hokem bolivijským a hokem pruhoocasým.

## Popis
Hoko pruhoocasý bývá 84 cm vysoký. Samec váží cirka 2,4 kg, samice kolem 2 kg. Peří na hlavě je krátké, na rozdíl od řady jiných hoků nemá hoko pruhoocasý chocholku. Krátký zobák je růžovočervený a bez jakýchkoliv laloků, které jsou běžné u jiných hoků. Většina opeření je černá, svrchní část těla má silný modrý odlesk. Břicho, spodní ocasní krovky a konečky ocasu jsou kaštanové.

## Rozšíření a stanoviště
Hoko pruhoocasý se vyskytuje v severní Amazonii, konkrétně ve východní Kolumbii, severozápadní Brazílii, východní Venezuelu a jižní Guyaně. Stanoviště druhu tvoří husté nížinaté pralesy do 600 m n. m. poblíž vodních toků, říční ostrovy i sezónně záplavová území.

## Biologie
Nejčastěji jej lze zahlédnout, jak si v páru nebo malých skupinkách vykračuje v lese nebo při jeho okraji a hledá potravu. Při vyrušení vylétává vysoko do korun stromů. Živí se hlavně ovocem. Rozmnožuje se počátkem období dešťů, samice klade 2 bílá vejce do hnízda z větví umístěného v korunách stromů. Může se dožít nejméně 10 let.

Vydává hluboce položené krátké zvuky úút ... ú-Ú-ú-uhóót, které zní jako nízko položený dýchací nástroj. Následuje cca tří vteřinová pauza a další podobný zvuk. Nejčastěji se projevuje časně z rána, pozdě odpoledne nebo v měsícem prozářených nocích. Při vyrušení se ozývá vysoce položeným hvízdavým kvít, podobně jako další hokové.

## Status
Mezinárodní svaz ochrany přírody hodnotí hoka pruhoocasého jako téměř ohrožený druh. Na vině je především pokračující úbytek amazonského pralesa za účelem získání půdy pro dobytek a pěstování sóji, a částečně i lov místními obyvateli. Celkové počty hoků nejsou známy, nicméně jeho výskyt bývá popisován jako „místně neobvyklý“. V budoucnu s pokračujícím kácení amazonských pralesů se očekává pokračující úbytek hoků.